# Sindhudesh

Symbol bzw. Flagge der Separatisten.

Sindhudesh (Sindhi: سنڌو ديش, „Land Sindh“) ist eine separatistische Bewegung, die für einen von Pakistan unabhängigen Staat Sindh eintritt. Gründer der Bewegung und langjähriger politischer Führer war Ghulam Murtaza Syed (1904–1995). Syed war ursprünglich ein Anhänger der Pakistan-Idee gewesen, die alle Muslime auf dem indischen Subkontinent in einem Staat vereinigen wollte. Nach der Gründung Pakistans bezog er jedoch oppositionelle Standpunkte und äußerte die Ansicht, dass die Bewohner des Sindh von der pakistanischen Staatsführung betrogen worden seien. Nach dem Bangladesch-Krieg von 1971, der mit der Loslösung der Provinz Ostpakistan aus dem pakistanischen Staatsverband und der Gründung des unabhängigen Staates Bangladesch („Bengalisches Land“) endete, erhielt auch die Autonomiebewegung im Sindh Auftrieb und 1972 proklamierte Syed sein Konzept eines unabhängigen Sindh, „Sindhudesh“. Bisher hat die Bewegung aber nie politische Macht erlangen können, was zum Teil sicherlich den repressiven staatlichen Strukturen Pakistans geschuldet ist. Wiederholt gab es öffentliche Proteste insbesondere gegen die Dominanz der Staatssprache Urdu gegenüber dem Sindhi und der politischen Dominanz der Urdu-sprechenden Muhadschir (der Nachkommen der nach der Teilung Indiens aus Nordindien nach Pakistan geflüchteten Muslime).